# Трансільванська митрополія
Трансільва́нська митропо́лія (Ардяльська митропо́лія, рум. Mitropolia Ardealului, угор. Erdélyi Metropólia) — митрополія у складі Румунської православної церкви, що діє на території Трансільванії. У 1864-1919 роках митрополія була автокефальною східно-православною церквою, відома як Германштадтська митропо́лія.
До складу митрополії входять:
- Сібіуська архієпископія (управляється митрополитом)
- Архієпископія Алба-Юлії
- Ковасненська і Харгітська єпархія
- Орадська єпархія
- Девська і Хунедоарська єпархія

## Історія
Перші документальні свідчення про існування православних єпископських катедр на території Трансільванії датуються другою половиною XIV століття. Так в 1376 році в написи на стіні монастиря Римец згадується архієпископ Геласій. У 1456 році згадується Іван з Хунедоари, а в 1479 році — Йоанникій з села Нандру, які можливо були митрополитами всієї Трансільванії. З 1488 по 1550 рік резиденцією чотирьох трансільванських митрополитів був Феляк.
У 1541 році Трансільванія була зайнята турками, після чого резиденція митрополитів була перенесена в Джоаджу, а в 1572 році — в Алба-Юлію. У 1688 році Трансільванія опинилася під владою Габсбурзької Монархії. Австрійці почали роботу по насадженню латинського католицизму на цих землях. У лютому-березні 1697 року їм вдалося схилити митрополита Теофіла (Серемі) до прийняття унії, але в серпні того ж року він раптово помер. 22 січня 1698 року в Бухаресті був хіротонізований новий митрополит Атанасій (Ангел). 7 жовтня того ж року з 38 протопопами він приймає унію, створивши Румунську греко-католицьку церкву. У 1700 році кардинал Леопольд Коллоніч висвячує його в диякона і священика за латинським обрядом, а 25 червня 1701 року Атанасія поставили уніатським єпископом Алба-Юлії.
Унія не мала підтримки серед більшости духовенства і пастви. У 1696 (вперше зафіксовано в листі від 5 вересня 1696 роки) архієпископ Марамурешським (Мараморошський) Йосип (Стойка) отримує від незгодних з унією кліриків титул екзарха «всієї Угорської країни», хоча за іншою версією він отримав цей титул від Вселенського патріарха ще в 1693 році. За деякими даними, в 1694 році владика Йосип уклав угоду угоду з кальвіністами (Трансільванський реформатської консисторією) про спільну боротьбу експансії католицизму. Після відступництва митрополита Атанасія архієпископ Йосип направляє йому велике послання на румунській мові з викриттям унії і папизма (текст не зберігся). Владика Йосиф вів активну антикатолицьку діяльність, з його благословення проводяться антиунійські церковні собори. 5 березня 1705 року архієпископа Йосипа заарештовують і укладають при замку в Хусті. У кінці 1706 єпископом Мараморошської був обраний Іов (Цирку). Скориставшись Повстанням Ракоці, на початку 1707 владика Іов зміг ненадовго відновити митрополію в Алба-Юлії, а Опанас (Ангел) був вигнаний в Сібіу. Унаслідок воєнних невдач угорців, в кінці 1707 року Іов, заочно засуджений австрійцями до смертної кари, втік до Молдавського князівства. Йосип (Стойка) продовжував нелегальну діяльність з окормлення православних громад до своєї смерти в 1711 році.
Православні Трансільванії залишалися без єпископського очолення до 1761 року, коли була заснована Сібіуская єпархія Карловацької митрополії. У грудні 1864 року Трансільванська митрополія була відновлена як автокефальна Германштадтська митрополія з центром в місті Германштадта (Сібіу). До складу цієї помісної церкви входили Сібіуська архієпископія, Карансебешська і Арадська єпархії. У 1868 році прийнято «Органічний статут» — статут церкви, яким вона керувалася до своєї ліквідації в 1919 році.
Після приєднання Трансільванії до Румунії 1 грудня 1918 року доля Германштадтської митрополії була вирішена. 23 квітня 1919 року Германштадтський синод ухвалив рішення про входження митрополії в Румунську православну церкву в якості її складової частини.
7 листопада 1939 року в складі Трансільванської митрополії утворена Тімішоарська єпархія (з квітня 1947 року — архієпископія). У липні 1947 року з Трансільванської митрополії виділена нова Банатська митрополія, до якої увійшли Тімішоарська архієпископія і Карансебеська єпархія. У 1949 році в Банатську митрополію передана Арадська єпархія, до складу якої в свою чергу включили Хунедоарський повіт.
4 листопада 2005 року зі складу Трансільванської митрополії була виділена Митрополія Клужа, Алби, Крішани і Марамуреш (Клужська митрополія). Це було наслідком внутрішньої боротьби серед ієрархів Румунської православної церкви, що виникла після смерти митрополита Трансільванського Антонія (Племедяле) 29 серпня того ж року. Фактично нової митрополії передали практично всю Трансільванську митрополії, за винятком Сібіуської архієпископії і Єпархії Ковасна та Харгіта. У лютому 2012 року архієпископія Алба-Юлії та Орадская єпархія з Клужської митрополії, а також Девська та Хунедоарская єпархія з Банатської митрополії були повернуті в юрисдикцію Трансільванської митрополії.

## Предстоятелі
- Іван (згад. 1456)
- Іоанникій (згад. 1479)
- Варлаам (згад. 1 537)
- Стефан (згад. +1557)
- Геннадій (згад. 1560 і можливо до 1580)
- Іван Прислопський (1585-1605)
- Теоктист (1605-1622)
- Досифей (1622-1627)
- Геннадій (1627-1640)
- Ілля (Іорест) (1640-1643)
- Симеон (Стефан) (1643-1656)
- Сава (Бранкович) (1656-1680)
- Йосип (1680-1682)
- Іоасаф (1682-1683)
- Сава (1684-1687)
- Варлаам (1687-1693)
- Теофіл (Серемі) (1693-1697)

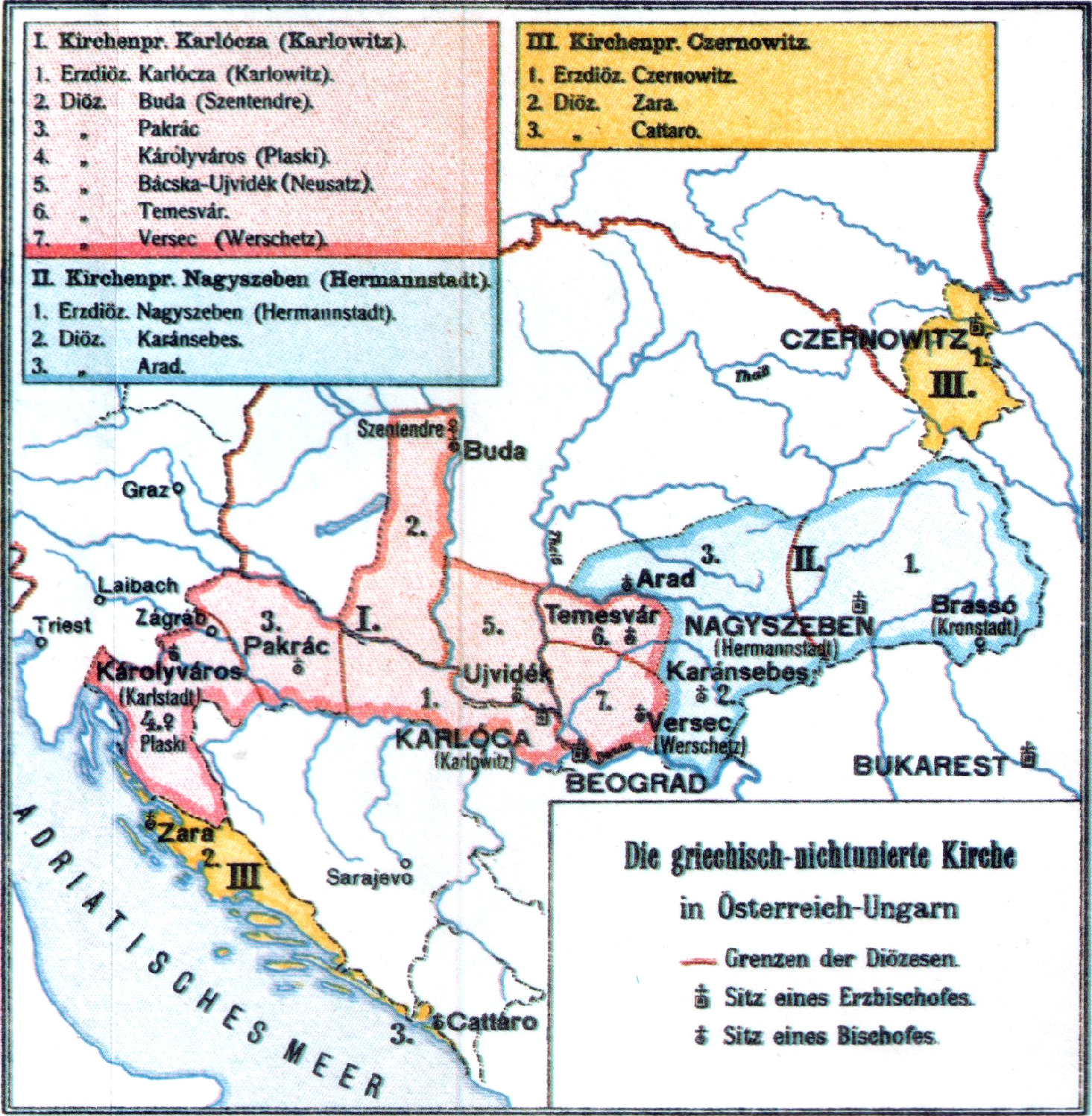
Адміністративна структура Православної церкви в Австро-Угорщині (1909 рік)

- Атанасій (Ангел) (22 січня - 7 жовтня 1698)
- Іов (Цирку) (1707)
- Андрій (Шагун) (12 грудня 1864 - 28 червень 1873)
- Прокопій (Івачковіч) (7 вересня 1873 - 31 липень 1874)
- Мирон (Романул) (21 листопада 1874 - 16 жовтень 1898)
- Іван (Меціану) (31 грудня 1898 - 3 лютого 1916)
- Василь (Мангра) (29 жовтня 1916 - 14 жовтень 1918)
- Іван (Папп) (жовтень 1918 - травень 1920) в/у єп. Арадскій
- Микола (Белан) (30 травня 1920 - 6 серпня 1955)
- Юстин (Моісеску) (15 березня 1956 - 19 січня 1957)
- Микола (Колан) (23 травня 1957 - 15 квітень 1967)
- Микола (Младіна) (8 червня 1967 - 1 серпня 1981)
- Антоній (Племедяле) (7 лютого 1982 - 29 серпня 2005)
- Лаврентій (Стреза) (з 13 листопада 2005 року)